# ۱۰ فیلم برتر هیئت ملی بازبینی فیلم
۱۰ فیلم برتر هیئت ملی نقد (انگلیسی: National Board of Review: Top Ten Films) در زیر فهرست از ۱۰ فیلم برتر سال که توسط هیئت ملی بازبینی فیلم انتخاب شده‌است، آمده‌است. این فهرست از سال ۱۹۲۹ آغاز می‌شود. از سال ۱۹۶۸ تا سال ۲۰۰۵، ۲۹ بار فیلمی که توسط هیئت ملی بازبینی فیلم به عنوان یکی از ۱۰ فیلم برتر سال انتخاب شده، در نهایت برنده جایزه اسکار بهترین فیلم شده‌است. ۱۲ مورد از این موارد، فیلم انتخاب شده در اسکار، فیلم شماره یک در این فهرست بوده‌است.

## فهرست‌ها
- † = برنده جایزه اسکار بهترین فیلم
- ‡ = نامزد جایزه اسکار بهترین فیلم

### 1920s
- ۱۹۲۹:
  - Applause
  - Broadway
  - بولداگ درومند
  - The Case of Lena Smith
  - دیزرائیلی ‡
  - Hallelujah!
  - نامه
  - جلوه عشق ‡
  - Paris Bound
  - دلیر

### 1930s
| - ۱۹۳۰: - در جبهه غرب خبری نیست † - تعطیلات - خنده - The Man from Blankley's - مردان بدون زنان - مراکش - Outward Bound - عشق - خیابان شانس - Tol'able David | - ۱۹۳۱: - سیمارون † - روشنایی‌های شهر - City Streets - بی‌آبرو - سرمقاله ‡ - گاردزمن - Quick Millions - Rango - Surrender - تابو |

| - ۱۹۳۲: - فراری از گروه مجرمان ‡ - As You Desire Me - A Bill of Divorcement - وداع با اسلحه - Madame Racketeer - Payment Deferred - صورت‌زخمی - تارزان مرد گوریلی - دردسر در بهشت - Two Seconds | - ۱۹۳۳: - Topaze - میدان برکلی - سواران † - زنان کوچک ‡ - Mama Loves Papa - نی‌نواز هاملین - آن زن به او بد کرد ‡ - State Fair ‡ - Three-Cornered Moon - Zoo in Budapest |

| - ۱۹۳۴: - در یک شب اتفاق افتاد † - کنت مونت کریستو - Crime Without Passion - Eskimo - The First World War - The Lost Patrol - Lot in Sodom - No Greater Glory - مرد لاغر ‡ - زنده‌باد ویا! ‡ | - ۱۹۳۵: - خبرچین ‡ - آلیس آدامز ‡ - آنا کارنینا - دیوید کاپرفیلد ‡ - The Gilded Lily - بینوایان ‡ - زندگی بنگال لانسر ‡ - شورش در بونتی † - راگلزهای رد گپ ‡ - چه کسی کاک رابین را کشت؟ |

| - ۱۹۳۶: - آقای دیدز به شهر می‌رود ‡ - داستان لوئی پاستور ‡ - عصر جدید - خشم - Winterset - The Devil is a Sissy - Ceiling Zero - رومئو و ژولیت ‡ - The Prisoner of Shark Island - Green Pastures | - ۱۹۳۷: - شب باید سقوط کند ‡ - زندگی امیل زولا † - Black Legion - کمیل - راهی به فردا ساختن - خاک خوب ‡ - They Won't Forget - ناخداهای دلیر ‡ - ستاره‌ای متولد شده‌است ‡ - در صحنه ‡ |

| - ۱۹۳۸: - دژ ‡ - سفیدبرفی و هفت کوتوله - The Beachcomber - To the Victor - Sing You Sinners - The Edge of the World - Of Human Hearts - جزبل ‡ - South Riding - سه رفیق | - ۱۹۳۹: - اعترافات یک جاسوس نازی - بلندی‌های بادگیر ‡ - دلیجان ‡ - نینوتچکا ‡ - آقای لینکلن جوان - بحران - خداحافظ، آقای چیپس ‡ - آقای اسمیت به واشینگتن می‌رود ‡ - دهه پرشور بیست - جاسوسی در سیاهی |

### 1940s
| - ۱۹۴۰: - خوشه‌های خشم ‡ - دیکتاتور بزرگ ‡ - موش‌ها و آدم‌ها (دوازدهمین دوره جوایز اسکار) ‡ - شهر ما ‡ - فانتازیا - سفر دریایی طولانی به خانه ‡ - خبرنگار خارجی ‡ - The Biscuit Eater - بر باد رفته (دوازدهمین دوره جوایز اسکار) † - ربه‌کا (سیزدهمین دوره جوایز اسکار) † | - ۱۹۴۱: - همشهری کین ‡ - چه سرسبز بود دره من † - The Little Foxes ‡ - The Stars Look Down - دامبو - سیرای مرتفع - آقای جردن وارد می‌شود ‡ - تام، دیک و هری - Road to Zanzibar - بانو ایو |

| - ۱۹۴۲: - جایی که خدمت می‌کنیم ‡ - One of Our Aircraft Is Missing - خانم مینی‌ور † - Journey for Margaret - جزیره ویک ‡ - حیوان نر - The Major and the Minor - سفرهای سولیوان - ماه و شش پشیز - نی‌نواز هاملین ‡ | - ۱۹۴۳: - حادثه اوکس‌بو ‡ - تماشای راین ‡ - نیروی هوایی - Holy Matrimony - The Hard Way - کازابلانکا † - لسی به خانه بر می‌گردد - Bataan - The Moon Is Down - The Next of Kin |

| - ۱۹۴۴: - هیچ جز قلب تنها ‡ - به راه خود می‌روم † - The Miracle of Morgan's Creek - Hail the Conquering Hero - آوای برنادت ‡ (شانزدهمین دوره جوایز اسکار - ویلسون ‡ - مرا در سنت لوئیس ملاقات کن - سی ثانیه بر فراز توکیو - Thunder Rock - قایق نجات | - ۱۹۴۵: - افتخار واقعی - تعطیلی ازدست‌رفته † - جنوبی - سرگذشت سرباز جو - آخرین شانس - زندگی و مرگ کلنل بلیمپ - A Tree Grows In Brooklyn - بانوی جنگجو - The Way Ahead - ساعت |

| - ۱۹۴۶: - هنری پنجم ‡ - بهترین سال‌های زندگی ما † - برخورد کوتاه - قدم زدن زیر آفتاب - در مسافرخانه اتفاق افتاد - کلمنتاین عزیزم - خاطرات یک خدمتکار - آدم‌کش‌ها | - ۱۹۴۷: - موسیو وردو - آرزوهای بزرگ ‡ - واکسی - در خط آتش ‡ - بومرنگ - مرد ناجور - قرارداد شرافتمندانه † - To Live in Peace - چه زندگی شگفت‌انگیزی ‡ - The Overlanders |

| - ۱۹۴۸: - از خودی‌ها - روز خشم - جستجو - گنج‌های سیرا مادره ‡ - داستان لویزیانا - هملت † - گودال مار ‡ - جانی بلیندا ‡ - ژاندارک - کفش‌های قرمز ‡ | - ۱۹۴۹: - دزد دوچرخه - The Quiet One - Intruder in the Dust - وارثه ‡ - Devil in the Flesh - کوارتت - آلمان، سال صفر - خانه شجاعان - نامه‌ای به سه همسر ‡ - بت سقوط‌کرده |

### 1950s
| - ۱۹۵۰: - سان‌ست بلوار ‡ - همه‌چیز درباره ایو † - جنگل آسفالت - مردان - Edge of Doom - دوازده ساعت پرواز ‡ - وحشت در خیابان‌ها - سیرانو دو برژراک - No Way Out - ترس صحنه | - ۱۹۵۱: - مکانی در آفتاب ‡ - نشان سرخ دلیری - یک آمریکایی در پاریس † - مرگ فروشنده - داستان کارآگاه - اتوبوسی به نام هوس ‡ - تصمیم قبل از شفق ‡ - بیگانگان در ترن - کجا می‌روی ‡ - Fourteen Hours |

| - ۱۹۵۲: - مرد آرام ‡ - نیمروز ‡ - روشنی‌های صحنه - ۵ انگشت - برف‌های کلیمانجارو - دزدی - بد و زیبا - آواز در باران - Above and Beyond - پسرم جان | - ۱۹۵۳: - ژولیوس سزار ‡ - شین ‡ - از اینجا تا ابدیت † - مارتین لوتر - لیلی - تعطیلات در رم ‡ - بازداشتگاه شماره ۱۷ - فراری کوچولو - موگامبو - ردا ‡ |

| - ۱۹۵۴: - در بارانداز † - هفت عروس برای هفت برادر ‡ - دختر روستایی ‡ - ستاره‌ای متولد شده‌است - اتاق مدیرعامل - چمن‌زار محو - سابرینا - ۲۰٬۰۰۰ فرسنگ زیر دریا - هلن کلر در داستان خودش - شیطان را بران | - ۱۹۵۵: - مارتی † - شرق بهشت - آقای رابرتس ‡ - روز بد در بلک راک - فصل تابستان - خالکوبی رز ‡ - A Man Called Peter - Not as a Stranger - پیک‌نیک ‡ - The African Lion |

| - ۱۹۵۶: - دور دنیا در هشتاد روز † - موبی‌دیک - پادشاه و من ‡ - شور زندگی - ترغیب دوستانه ‡ - کسی آن بالا مرا دوست دارد - The Catered Affair - آناستازیا - مردی که هرگز نبود - ایستگاه اتوبوس | - ۱۹۵۷: - پل رودخانه کوای † - ۱۲ مرد خشمگین ‡ - روح سنت لوئیس - The Rising of the Moon - آلبرت شوایتزر - مضحک‌روی - The Bachelor Party - The Enemy Below - یک مشت باران - وداع با اسلحه |

| - ۱۹۵۸: - پیرمرد و دریا - میزهای تک‌نفره ‡ - The Last Hurrah - تابستان گرم و طولانی - Windjammer - گربه روی شیروانی داغ ‡ - ایزدبانو - برادران کارامازوف - من و سرهنگ - ژی‌ژی † | - ۱۹۵۹: - داستان راهبه ‡ - بن هور † - تشریح یک قتل ‡ - خاطرات آنه فرانک ‡ - Middle of the Night - The Man Who Understood Women - بعضی‌ها داغشو دوست دارن - ناگهان تابستان گذشته - در ساحل - شمال از شمال غربی |

### 1960s
| - ۱۹۶۰: - پسران و عشاق ‡ - آلامو ‡ - کوچ‌نشین‌ها ‡ - میراث باد - طلوع در کمپوبلو - المر گنتری ‡ - Home from the Hill - آپارتمان † - رود وحشی - تاریکی بالای پلکان | - ۱۹۶۱: - Question 7 - بیلیاردباز ‡ - داستان وست ساید † - بی‌گناهان - Hoodlum Priest - تابستان و دود - The Young Doctors - محاکمه در نورنبرگ ‡ - یک، دو، سه - فانی ‡ |

| - ۱۹۶۲: - طولانی‌ترین روز ‡ - بیلی باد - The Miracle Worker - لورنس عربستان † - سفر دراز روز در شب - Whistle Down the Wind - مرثیه برای یک سنگین‌وزن - یک نوک زبان عسل - پرنده باز آلکاتراز - War Hunt | - ۱۹۶۳: - تام جونز † - زنبق‌های مزرعه ‡ - All the Way Home - هاد - این زندگی ورزشی - سالار مگس‌ها - اتاق ال شکل - فرار بزرگ - چگونه غرب تسخیر شد ‡ - کاردینال |

| - ۱۹۶۴: - بکت ‡ - بانوی زیبای من † - Girl with Green Eyes - The World of Henry Orient - زوربای یونانی ‡ - توپ‌قاپی - The Chalk Garden - The Finest Hours - Four Days in November - جلسه احضار ارواح در یک بعدازظهر بارانی | - ۱۹۶۵: - داستان النور روزولت - رنج و سرمستی - دکتر ژیواگو ‡ - کشتی احمق‌ها ‡ - جاسوس جنگ سرد - عزیز ‡ - بزرگترین داستان عالم - هزاران دلقک ‡ - ترن - اشک‌ها و لبخندها † |

| - ۱۹۶۶: - مردی برای تمام فصول † - آزاد - الفی ‡ - چه کسی از ویرجینیا وولف می‌ترسد؟ ‡ - کتاب مقدس - جورجی دختر - John F. Kennedy: Years of Lightning, Day of Drums - It Happened Here - روس‌ها می‌آیند، روس‌ها می‌آیند ‡ - شکسپیر والا | - ۱۹۶۷: - دور از اجتماع خشمگین - نجواگران - اولیس - در کمال خونسردی - The Family Way - رام کردن زن سرکش - دکتر دولیتل ‡ - فارغ‌التحصیل ‡ - کمدین‌ها - تصادف |

| - ۱۹۶۸: - کفش‌های ماهیگیر - رومئو و ژولیت ‡ - زیردریایی زرد - چارلی - راشل، راشل ‡ - The Subject Was Roses - شیر در زمستان ‡ - سیاره میمون‌ها - الیور! † - ادیسه فضایی | - ۱۹۶۹: - مگر آن‌ها اسب‌ها را خلاص نمی‌کنند؟ - Ring of Bright Water - توپاز - خداحافظ، آقای چپیس - نبرد بریتانیا - ایزادورا - بهار زندگی دوشیزه جین برودی - از کلانتر محلی خود حمایت کنید! - شجاعت واقعی - کابوی نیمه‌شب † |

### 1970s
| - ۱۹۷۰: - پاتون † - قوش - زنان عاشق ‡ - پنج بخش آسان ‡ - دختر رایان - هیچ‌گاه برای پدرم آواز نخواندم - خاطرات یک زن خانه‌دار دیوانه - داستان عشق ‡ - باکره و کولی - تورا! تورا! تورا! | - ۱۹۷۱: - مکبث - The Boy Friend - One Day in the Life of Ivan Denisovich - ارتباط فرانسوی † - آخرین نمایش فیلم ‡ - نیکلاس و الکساندرا ‡ - واسطه - شاه لیر - The Tales of Beatrix Potter - مرگ در ونیز |

| - ۱۹۷۲: - کاباره ‡ - مردی از لا مانتا - پدرخوانده † - ساندر ‡ - ۱۷۷۶ - The Effect of Gamma Rays on Man-in-the-Moon Marigolds - بازماندگان ‡ - طبقه حاکم - نامزد - جنون | - ۱۹۷۳: - نیش † - ماه کاغذی - Bang the Drum Slowly - سرپیکو - ای مرد خوش‌شانس! - The Last American Hero - مزدور - The Day of the Dolphin - آنطور که بودیم |

| - ۱۹۷۴: - مکالمه ‡ - قتل در قطار سریع‌السیر شرق - محله چینی‌ها ‡ - آخرین مأموریت - هری و تونتو - زنی تحت تأثیر - دزدانی مثل ما - لنی ‡ - Daisy Miller - سه تفنگدار | - ۱۹۷۵: - نشویل ‡, بری لیندون ‡ - Conduct Unbecoming - دیوانه از قفس پرید † - Lies My Father Told Me - بعد از ظهر سگی ‡ - روز اقاقیا - حرفه: خبرنگار - Hearts of the West - بدرود عشق من - آلیس دیگر اینجا زندگی نمی‌کند |

| - ۱۹۷۶: - همه مردان رئیس‌جمهور ‡ - شبکه ‡ - راکی † - آخرین سرمایه‌دار بزرگ - The Seven-Per-Cent Solution - جبهه - تیرانداز - توطئه خانوادگی - فیلم صامت - وسواس | - ۱۹۷۷: - نقطه عطف ‡ - آنی هال † - جولیا ‡ - جنگ ستارگان ‡ - برخورد نزدیک از نوع سوم - The Late Show - تب شب یکشنبه - ستوران - The Picture Show Man - هارلن کانتی، آمریکا |

| - ۱۹۷۸: - روزهای بهشت - بازگشت به وطن ‡ - داخلی - سوپرمن - فیلم فیلم - قطار سریع‌السیر نیمه‌شب ‡ - زن مجرد ‡ - Pretty Baby - دوست‌دخترها - سوارکاری می‌آید | - ۱۹۷۹: - منهتن - Yanks - The Europeans - سندروم چین - جدا شدن ‡ - اینک آخرالزمان ‡ - حضور - Time After Time - شمال دالاس چهل - کرامر علیه کرامر † |

### 1980s
| - ۱۹۸۰: - مردم معمولی † - گاو خشمگین ‡ - دختر معدنچی زغال سنگ ‡ - تس ‡ - ملوین و هاوارد - سانتینی کبیر - مرد فیل‌نما ‡ - بدل‌کار - My Bodyguard - رستاخیز | - ۱۹۸۱: - ارابه‌های آتش †, سرخ‌ها ‡ - شهر آتلانتیک ‡ - Stevie - گالیپولی - روی گلدن پاند ‡ - شاهزاده شهر - مهاجمان صندوق گمشده ‡ - سرزمین مرکزی - Ticket to Heaven - Breaker Morant |

| - ۱۹۸۲: - گاندی † - حکم ‡ - انتخاب سوفی - یک افسر و یک جنتل‌من - گم‌شده ‡ - ای. تی. موجود فرازمینی ‡ - جهان به گفته گارپ - توتسی ‡ - شب‌کاری - برگزیده | - ۱۹۸۳: - خیانت, شرایط مهرورزی † - ریتای محصل - بخشش‌های محبت‌آمیز ‡ - متصدی لباس ‡ - مردان واقعی ‡ - شاهد - قهرمان محلی - اندوه شدید ‡ - کراس کریک - ینتل |

| - ۱۹۸۴: - گذرگاهی به هند ‡ - پاریس، تگزاس - میدان‌های کشتار ‡ - مکان‌هایی در قلب ‡ - Mass Appeal - روستا - داستان یک سرباز ‡ - بردی - Careful, He Might Hear You - زیر آتشفشان | - ۱۹۸۵: - رنگ ارغوانی ‡ - خارج از آفریقا † - سفر به بانتی‌فول - شاهد ‡ - بوسه زن عنکبوتی ‡ - شرف خانواده پریتزی ‡ - بازگشت به آینده - The Shooting Party - دهشت‌زده - Dreamchild |

| - ۱۹۸۶: - اتاقی با یک چشم‌انداز ‡ - هانا و خواهرانش ‡ - رختشویخانه زیبای من - مگس - کنار من بمان - رنگ پول - فرزندان یک خدای کوچکتر ‡ - نزدیک نیمه‌شب - پگی سو ازدواج کرد - مأموریت ‡ | - ۱۹۸۷: - امپراتوری خورشید - آخرین امپراتور † - اخبار تلویزیون ‡ - تسخیرناپذیران - Gaby: A True Story - آزادی را فریاد کن - جذابیت مرگبار ‡ - امید و افتخار ‡ - وال استریت - غلاف تمام‌فلزی |

| - ۱۹۸۸: - میسیسیپی می‌سوزد ‡ - روابط خطرناک ‡ - متهم - سبکی تحمل‌ناپذیر هستی - آخرین وسوسه مسیح - تاکر: مردی در رؤیاهای خود - بزرگ - Running on Empty - گوریل‌ها در مه - گریز نیمه‌شب | - ۱۹۸۹: - رانندگی برای خانم دیزی † - هنری پنجم - سکس، دروغ و نوار ویدئویی - بیکرهای شگفت‌انگیز - پای چپ من ‡ - انجمن شاعران مرده ‡ - جنایت و جنحه - متولد چهارم ژوئیه ‡ - افتخار - سرزمین رؤیاها ‡ |

### 1990s
| - ۱۹۹۰: - رقصنده با گرگ‌ها † - هملت - رفقای خوب ‡ - بیداری‌ها ‡ - برگشتن بخت - تقاطع میلر - Metropolitan - آقا و خانم بریج - آوالون - کلاهبرداران | - ۱۹۹۱: - سکوت بره‌ها † - باگزی ‡ - گرند کنیون - تلما و لوییز - آدم‌کشی - مرگ دوباره - پسرا و محله - رز پریشان - فرانکی و جانی - تب جنگل |

| - ۱۹۹۲: - هواردز اند ‡ - بازی گریه ‡ - گلن‌گری گلن راس - چند مرد خوب ‡ - بازیگر - نابخشوده † - One False Move - دوستان پیتر - باب رابرتز - مالکوم ایکس | - ۱۹۹۳: - فهرست شیندلر † - عصر معصومیت - بازمانده روز ‡ - پیانو ‡ - سرزمین سایه‌ها - به نام پدر ‡ - فیلادلفیا - هیاهوی بسیار برای هیچ - برش‌های کوتاه - باشگاه جوی لاک |

| - ۱۹۹۴: - فارست گامپ †; داستان عامه‌پسند ‡ - مسابقه تلویزیونی ‡ - چهار عروسی و یک تشییع جنازه ‡ - گلوله‌ها بر فراز برادوی - اد وود - رستگاری در شاوشنک ‡ - هیچ‌کس احمق نیست - جنون شاه جرج - تام و ویو - موجودات آسمانی | - ۱۹۹۵: - عقل و احساس ‡ - آپولو ۱۳ ‡ - کرینگتون - ترک لاس وگاس - رئیس‌جمهور آمریکا - آفرودیت توانا - دود - اقناع - شجاع‌دل † - مظنونین همیشگی |

| - ۱۹۹۶: - درخشیدن ‡ - بیمار انگلیسی † - فارگو ‡ - رازها و دروغ‌ها ‡ - همه می‌گویند دوستت دارم - اویتا - تیغه فلاخن - رگ‌یابی - شکستن امواج - جری مگوایر ‡ | - ۱۹۹۷: - محرمانه لس آنجلس ‡ - بهتر از این نمی‌شه ‡ - بال‌های کبوتر - ویل هانتینگ خوب ‡ - تایتانیک † - آخرت شیرین - شب‌های عیاشی - آخر همه‌چیز ‡ - The Rainmaker - جکی براون |

| - ۱۹۹۸: - خدایان و هیولاها - نجات سرباز رایان ‡ - الیزابت ‡ - شادی - شکسپیر عاشق † - پسر خونریز - لولیتا - خط باریک سرخ ‡ - یک نقشه ساده - Dancing at Lughnasa | - ۱۹۹۹: - زیبایی آمریکایی † - آقای ریپلی بااستعداد - مگنولیا - نفوذی ‡ - داستان استریت - گهواره خواهد جنبید - پسرها گریه نمی‌کنند - جان مالکوویچ بودن - رها چون باد - سه پادشاه |

### 2000s
| - ۲۰۰۰: - قلم‌پرها - قاچاق ‡ - کارت‌پخش‌کن - می‌توانی روی من حساب کنی - بیلی الیوت - Before Night Falls - گلادیاتور † - پسران شگفت‌انگیز - نور سفید - رقصنده در تاریکی | - ۲۰۰۱: - مولن روژ! ‡ - در اتاق خواب ‡ - یازده یار اوشن - ممنتو - مهمانی هیولا - سقوط شاهین سیاه - مردی که آنجا نبود - هوش مصنوعی - قول - جاده مالهالند |

| - ۲۰۰۲: - ساعت‌ها ‡ - شیکاگو † - دارودسته‌های نیویورکی ‡ - آمریکایی آرام - اقتباس - حصار ضدخرگوش - پیانیست ‡ - دور از بهشت - سیزده گفتگو در مورد یک چیز - فریدا | - ۲۰۰۳: - رودخانه میستیک ‡ - آخرین سامورایی - مأمور ایستگاه - ۲۱ گرم - خانه‌ای از شن و مه - گمشده در ترجمه ‡ - کوهستان سرد - در آمریکا - سیبیسکوت ‡ - ناخدا و فرمانده: آخر دنیا ‡ |

| - ۲۰۰۴: - در جستجوی ناکجاآباد ‡ - هوانورد ‡ - نزدیک‌تر - دختر میلیون دلاری † - راه‌های فرعی ‡ - کینزی - ورا دریک - ری ‡ - وثیقه - هتل رواندا | - 2005: (in alphabetical order, except for ۱) - شب‌بخیر و موفق باشید ‡ - کوهستان بروکبک ‡ - کاپوتی ‡ - تصادف † - سابقه خشونت - امتیاز نهایی - خاطرات یک گیشا - مونیخ ‡ - سیریانا - سربه‌راه باش |

| - 2006: (in alphabetical order, except for ۱) - نامه‌هایی از ایووجیما ‡ - بابل ‡ - الماس خونین - رفتگان † - شیطان پرادا می‌پوشد - پرچم‌های پدران ما - The History Boys - میس سان‌شاین کوچولو ‡ - یادداشت‌هایی بر یک رسوایی - پرده رنگی | - 2007: (in alphabetical order, except for ۱) - جایی برای پیرمردها نیست † - قتل جسی جیمز به‌دست رابرت فورد بزدل - اولتیماتوم بورن - فهرست باکت - به‌سوی طبیعت وحشی - جونو ‡ - بادبادک‌باز - لارس و دختر واقعی - مایکل کلیتون ‡ - آرایشگر شیطانی خیابان فلیت |

| - 2008: (in alphabetical order, except for ۱) - میلیونر زاغه‌نشین † - بخوان و بسوزان - بچه جایگزین - مورد عجیب بنجامین باتن ‡ - شوالیه تاریکی - دعوت به جنگ - فراست/نیکسون ‡ - گرن تورینو - میلک ‡ - وال-ئی - کشتی‌گیر | - 2009: (in alphabetical order, except for ۱) - بالا در آسمان ‡ - ۵۰۰ روز سامر - درس‌آموزی ‡ - مهلکه † - حرامزاده‌های لعنتی ‡ - شکست‌ناپذیر - پیام‌آور - یک مرد جدی ‡ - پیشتازان فضا - بالا ‡ - جایی که موجودات وحشی هستند |

### 2010s
| - 2010: (in alphabetical order, except for ۱) - شبکه اجتماعی ‡ - سالی دیگر - مشت‌زن ‡ - آخرت - تلقین ‡ - سخنرانی پادشاه † - جزیره شاتر - شهر - داستان اسباب‌بازی ۳ ‡ - شجاعت واقعی ‡ - زمستان استخوان‌سوز ‡ | - 2011: (in alphabetical order, except for ۱) - هوگو ‡ - آرتیست † - فرزندان ‡ - رانندگی - دختری با خالکوبی اژدها - هری پاتر و یادگاران مرگ - قسمت دوم - نیمه ماه مارس - جی. ادگار - درخت زندگی ‡ - اسب جنگی ‡ |  |

| - 2012: (in alphabetical order, except for ۱) - سی دقیقه پس از نیمه‌شب ‡ - آرگو † - جانوران حیات وحش جنوب ‡ - جنگوی از بند رسته ‡ - بینوایان ‡ - لینکلن ‡ - لوپر - مزایای گوشه‌گیر بودن - سرزمین موعود - دفترچه امیدبخش ‡ | - 2013: (in alphabetical order, except for ۱) - او ‡ - ۱۲ سال بردگی † - ایستگاه فروتویل - جاذبه ‡ - درون لوین دیویس - تنها بازمانده - نبراسکا ‡ - زندانیان - نجات آقای بنکس - زندگی پنهان والتر میتی - گرگ وال استریت ‡ |

| - 2014: (in alphabetical order, except for ۱) - یک سال بسیار خشن - تک‌تیرانداز آمریکایی ‡ - بردمن † - پسرانگی ‡ - خشم - دختر گم‌شده - بازی تقلید ‡ - خباثت ذاتی - فیلم لگو - شبگرد - شکست‌ناپذیر | - 2015: (in alphabetical order, except for ۱) - مکس دیوانه: جاده خشم ‡ - پل جاسوس‌ها ‡ - کرید - هشت نفرت‌انگیز - درون و بیرون - مریخی ‡ - اتاق ‡ - سیکاریو - اسپات‌لایت † - مستقیم بیرون کامپتن |

| - 2016: (in alphabetical order, except for ۱) - منچستر کنار دریا - ورود - ستیغ اره‌ای - درود بر سزار! - اگر سنگ از آسمان ببارد - شکل‌های پنهان - لا لا لند - مهتاب - روز میهن‌پرستان - سکوت - سالی |